# Gurgl

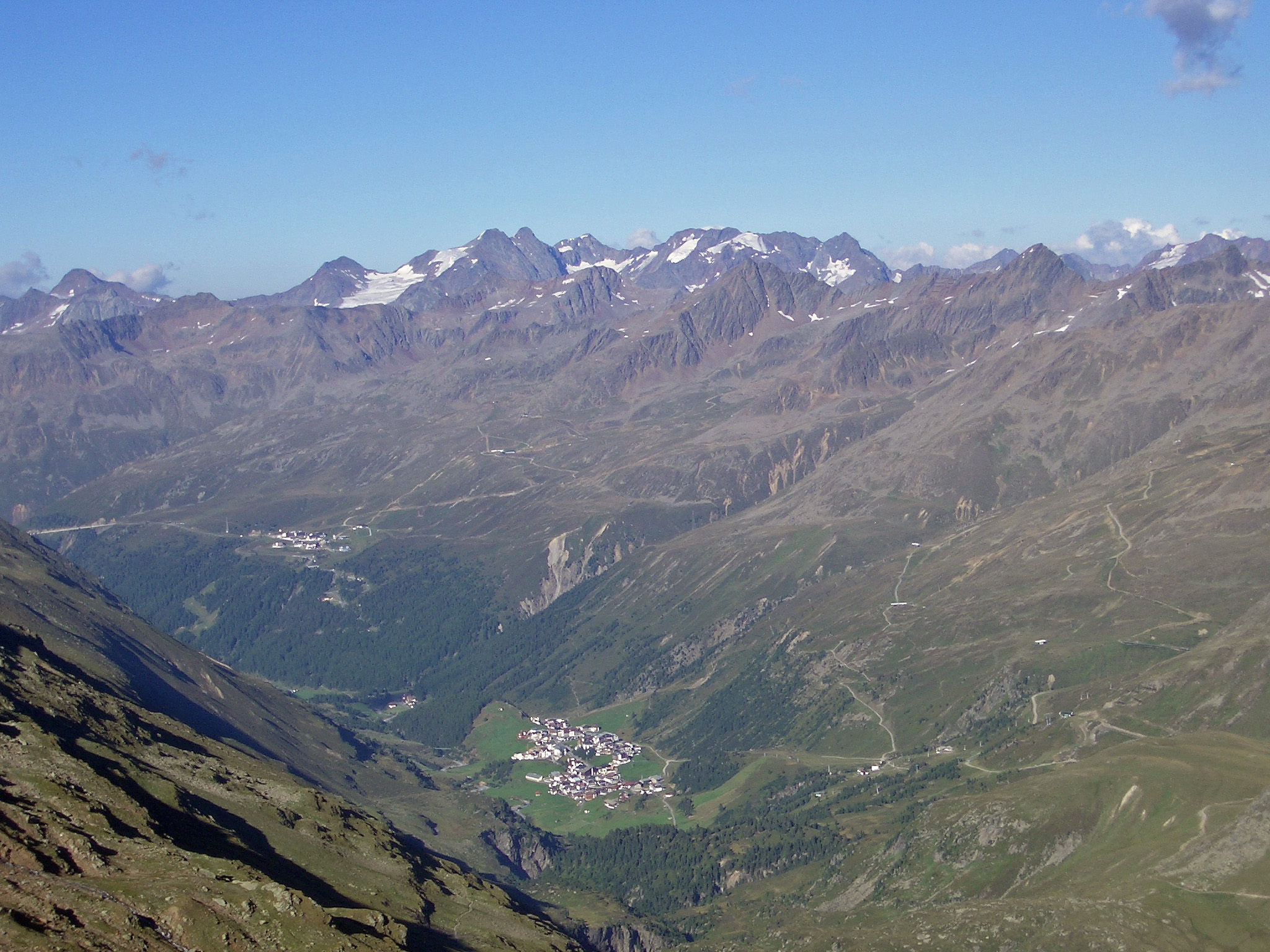
Das Gurgler Tal mit Obergurgl und Hochgurgl (im Hintergrund)

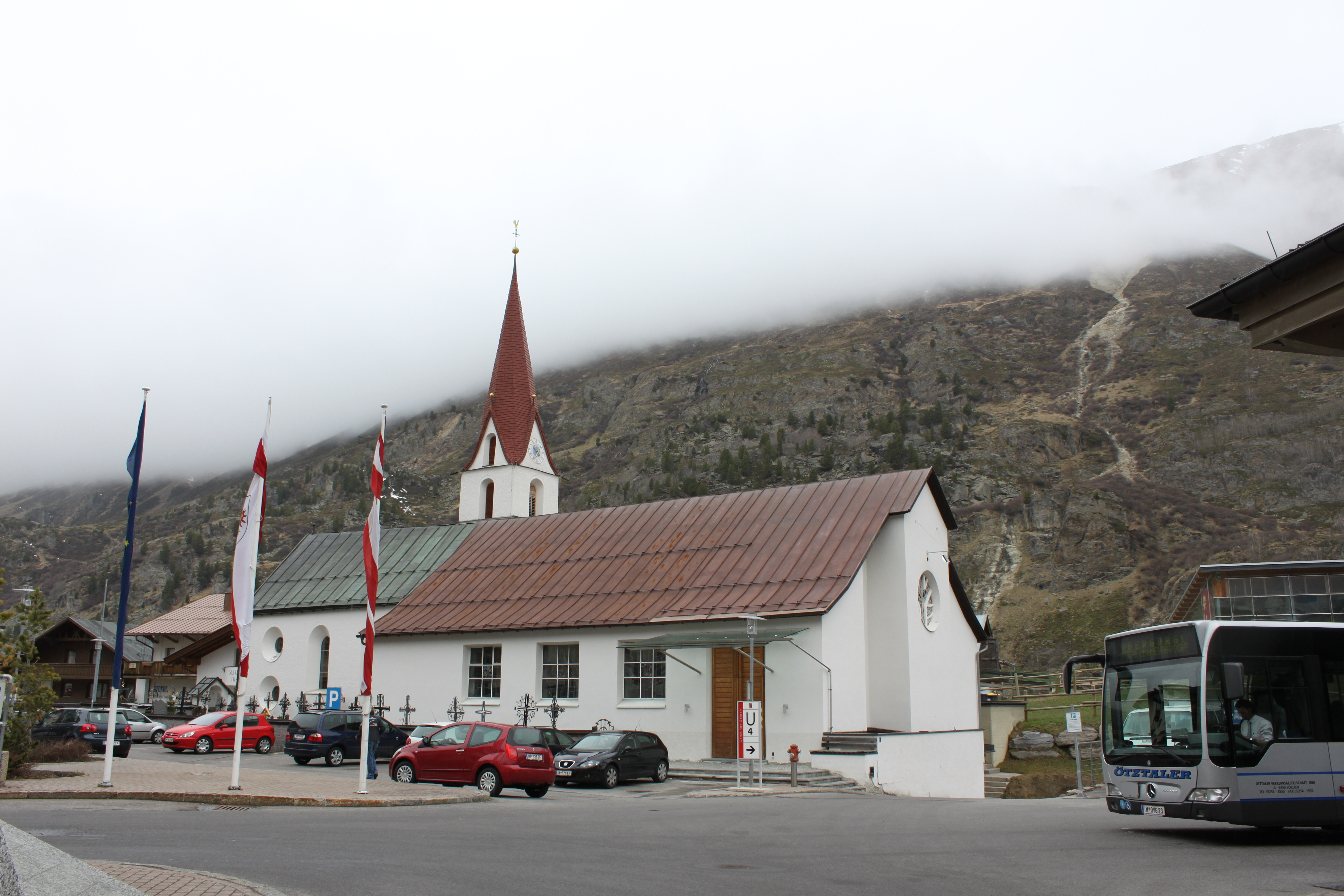
Pfarrkirche hl. Johannes Nepomuk

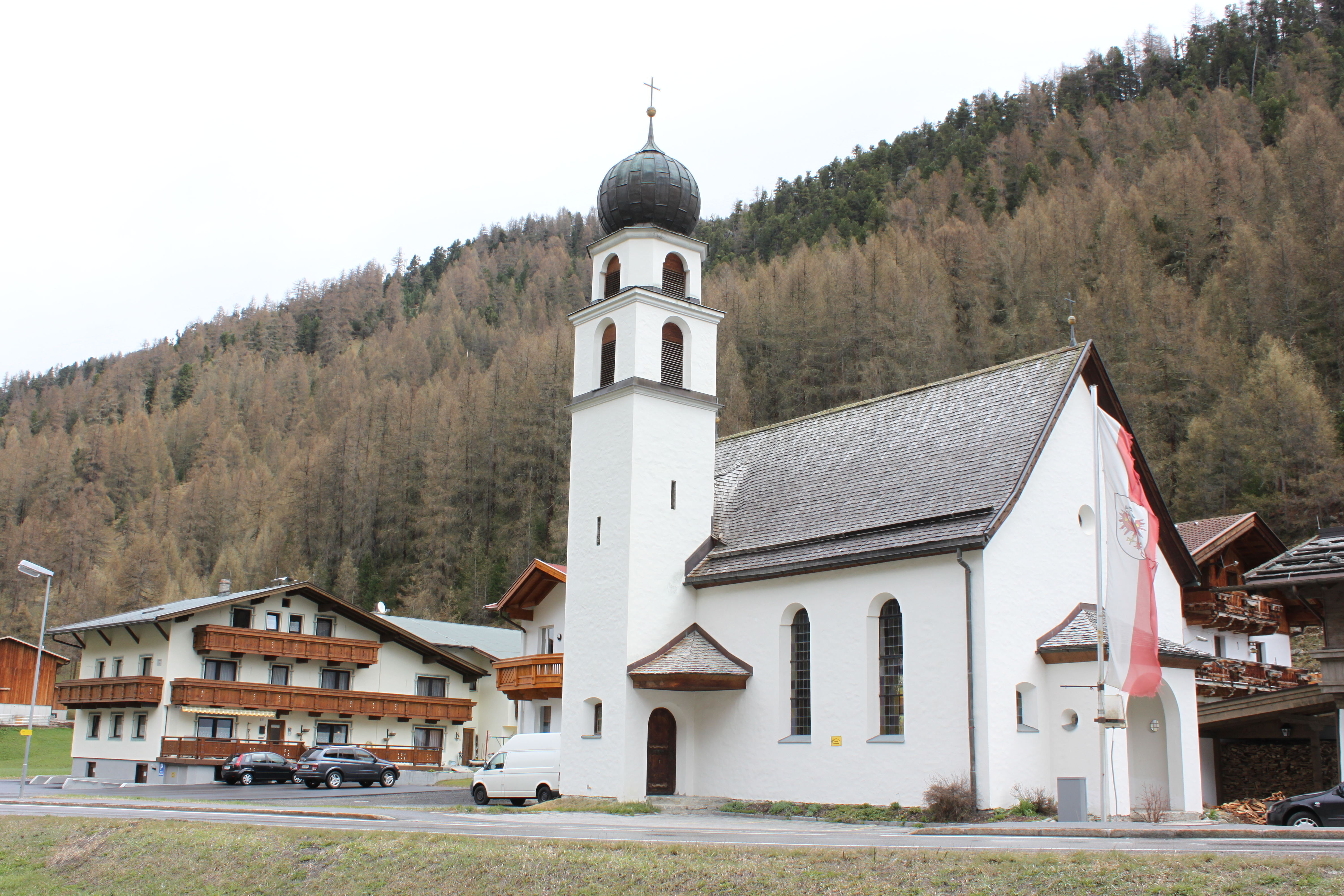
Kapelle zum hl. Joseph in Untergurgl

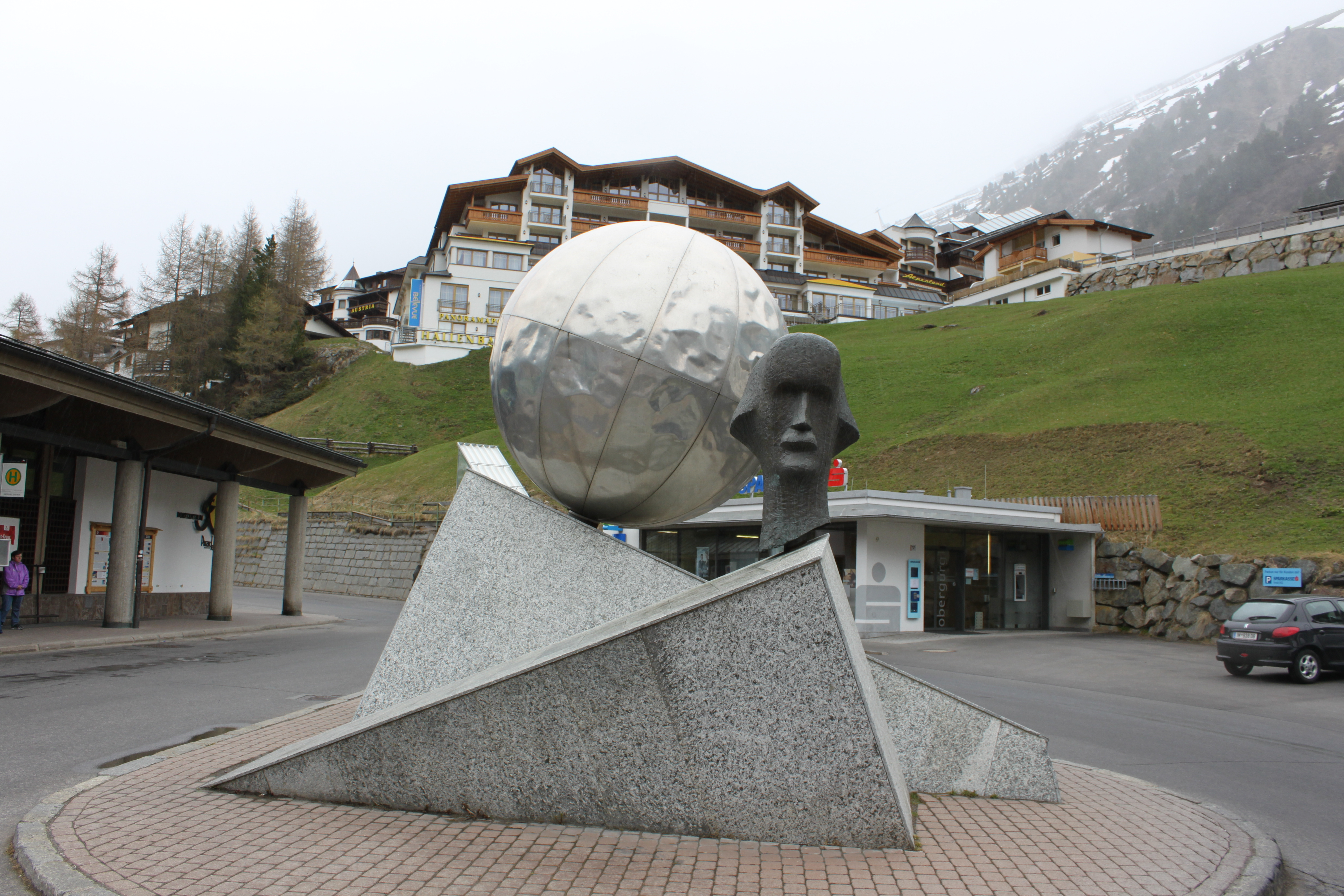
Denkmal zur Erinnerung der Notlandung und Rettung Auguste Piccards

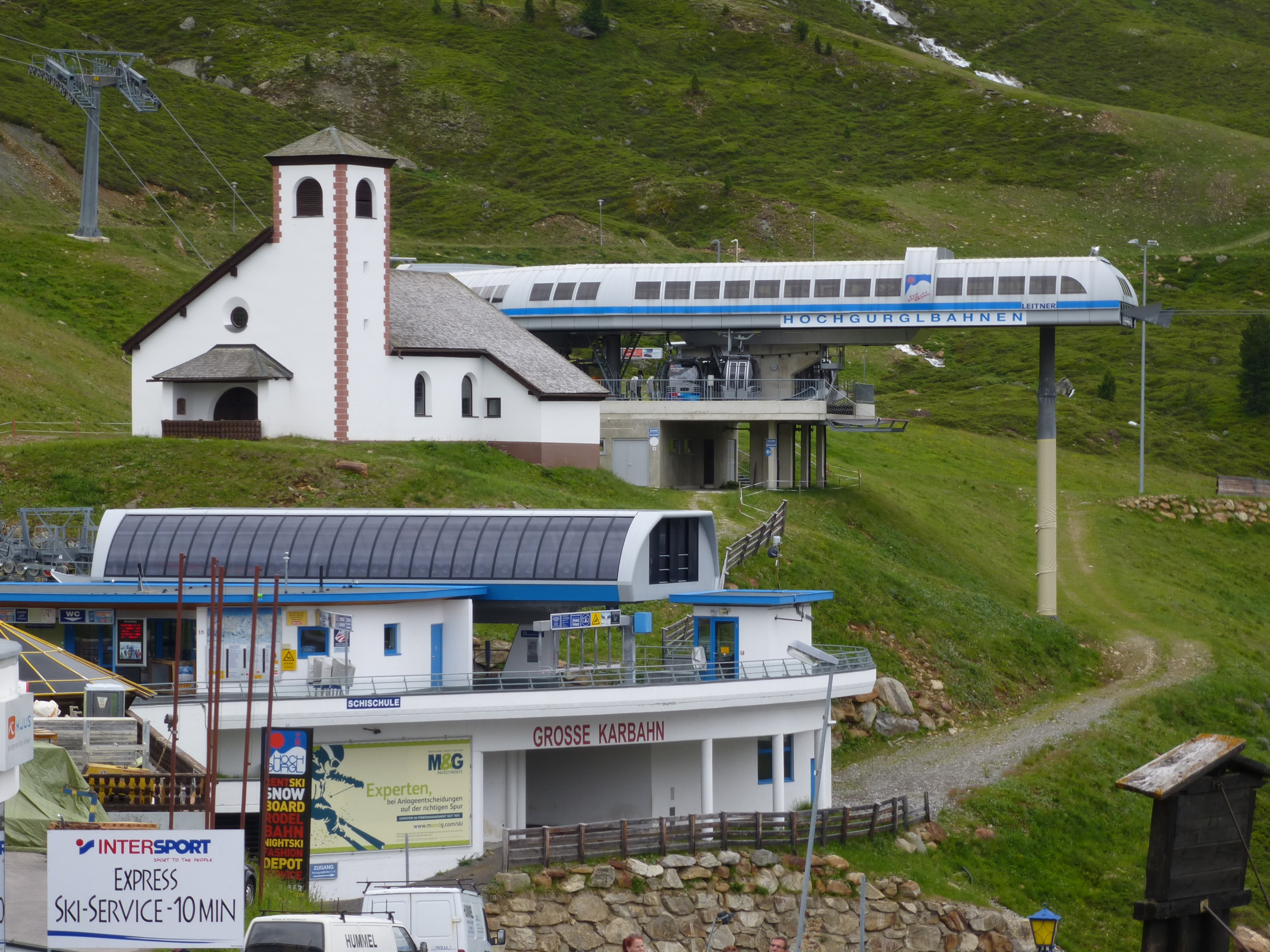
Kapelle und Liftanlagen in Hochgurgl

Gurgl ist eine Fraktion der Gemeinde Sölden im Bezirk Imst in Tirol mit 413 Einwohnern (Stand 1. Jänner 2025). Sie besteht aus dem Dorf Obergurgl und zahlreichen kleineren Ansiedlungen.

## Geographie

### Lage
Gurgl liegt im Gurgler Tal, einem Quellast des Hinteren Ötztals, in den Ötztaler Alpen nahe dem Alpenhauptkamm und ist von bis zu 3500 m hohen Gipfeln und mehreren Gletschern, darunter als größten dem Gurgler Ferner, umgeben. Die Siedlungen liegen in einer Höhe von 1770 m ü. A. bis 2154 m ü. A. (Hochgurgl), Obergurgl gilt mit 1907 m ü. A. als höchstgelegenes Kirchdorf Österreichs.
Zur Ortschaft Gurgl gehören das Dorf Obergurgl, die Weiler Dreihäusern, Pill und Poschach, die Rotten Angern, Hochgurgl, Kressbrunnen, Pirchhütt und Untergurgl sowie die Schutzhütten Fidelitashütte, Hochwildehaus, Karlsruher Hütte und Ramolhaus.

### Klima
Geschützt durch die hohen Bergketten weist Gurgl ein relativ trockenes inneralpines Klima
auf. Das Jahresmittel der Niederschläge (Zeitraum 1971–2000) an der Messstelle Obergurgl (1938 m ü. A.) beträgt 819 mm. Das Tagesmaximum wurde mit 87 mm am 22. Mai 1983 gemessen. Im Mittel gibt es im Jahr 198 Tage mit Schneebedeckung.
|                        | Jan  | Feb  | Mär  | Apr  | Mai  | Jun  | Jul  | Aug  | Sep  | Okt  | Nov  | Dez  |   |      |
| Mittl. Temperatur (°C) | −5,3 | −5,5 | −3,0 | 0,3  | 5,5  | 8,9  | 11,2 | 10,5 | 7,0  | 3,7  | −1,8 | −4,7 | ⌀ | 2,3  |
| Mittl. Tagesmax. (°C)  | −0,9 | −0,4 | 2,3  | 5,3  | 10,7 | 14,2 | 17,0 | 16,4 | 12,7 | 9,3  | 2,8  | −0,7 | ⌀ | 7,4  |
| Mittl. Tagesmin. (°C)  | −8,2 | −8,7 | −6,2 | −2,9 | 1,8  | 4,6  | 6,8  | 6,8  | 3,7  | 0,8  | −4,4 | −7,4 | ⌀ | −1,1 |
|                        |      |      |      |      |      |      |      |      |      |      |      |      |   |      |
| Niederschlag (mm)      | 52   | 53   | 56   | 60   | 87   | 91   | 98   | 103  | 68   | 76   | 82   | 58   | Σ | 884  |
|                        |      |      |      |      |      |      |      |      |      |      |      |      |   |      |
| Luftfeuchtigkeit (%)   | 52,9 | 51,8 | 51,7 | 52,1 | 51,4 | 50,9 | 50,5 | 52,6 | 52,7 | 51,8 | 56,9 | 57,6 | ⌀ | 52,7 |

| −8,2 |

| −8,7 |

| −6,2 |

| −2,9 |

| 1,8 |

| 4,6 |

| 6,8 |

| 6,8 |

| 3,7 |

| 0,8 |

| −4,4 |

| −7,4 |

| −8,2 |

| −8,7 |

| −6,2 |

| −2,9 |

| 1,8 |

| 4,6 |

| 6,8 |

| 6,8 |

| 3,7 |

| 0,8 |

| −4,4 |

| −7,4 |

## Geschichte
Der Name Gurgl wird auf Gurgall zurückgeführt, was so viel wie „Ort im Gletscherkranz“ bedeuten soll. Die Spuren der ersten Besiedelung gehen bis 7500 v. Chr. zurück, ab etwa 4500 v. Chr. gibt es Nachweise von Brandrodung und Weidewirtschaft im Raum Obergurgl. Die Besiedelung erfolgte nicht vom Inntal her über das Ötztal, sondern vom Vinschgau über den Alpenhauptkamm. Gurgl wurde 1250 erstmals erwähnt, als ein „Heberhardus von Gurgele“, ein Dienstmann der Vinschgauer Herren von Montalban, in einer Urkunde genannt wurde. Ursprünglich gehörte Gurgl zum Gericht Passeier, ab 1286 wie der Rest des Ötztals zum Gericht Petersberg.
Kirchlich gehörte Gurgl wie Sölden ursprünglich zur Urpfarre Silz. 1727 wurde es Kaplanei, 1769 Kuratie, 1891 wurde es zur eigenständigen Pfarre erhoben. 1737 wurde die Kirche zum hl. Johannes Nepomuk geweiht, die 1967 nach Plänen von Clemens Holzmeister erweitert wurde. Von 1856 bis 1864 wirkte Adolf Trientl als Kurat in Obergurgl. Zur Pfarre Gurgl gehören außerdem die Kapelle zum hl. Josef in Untergurgl und die Kapelle in Hochgurgl.
Im Oktober 1926 drehte Alfred Hitchcock in Obergurgl seinen zweiten Spielfilm Der Bergadler.
Am 27. Mai 1931 landete Auguste Piccard nach der Aufstellung eines neuen Höhenrekordes mit dem Ballon am Gurgler Ferner, wo er eine Nacht verbringen musste, bevor er von Obergurgl aus geborgen wurde. An diese Landung erinnert ein 1989 errichtetes Denkmal; die 2017 errichtete Brücke über den Abfluss des Gurgler Ferners trägt den Namen Piccard-Brücke.
Im 20. Jahrhundert entwickelte sich Gurgl zu einem Wintersportort, 1949 wurde der erste Schlepplift in Obergurgl errichtet, gefolgt vom Sessellift auf die Hohe Mut im Jahr 1953. 1960 wurde die Timmelsjoch-Hochalpenstraße fertiggestellt und das Hoteldorf Hochgurgl erbaut.
Gurgl war häufig von Naturkatastrophen, insbesondere Lawinenabgängen, betroffen, die zur Zerstörung von Gebäuden und zu Todesopfern führten. So wurden etwa im Jänner 1951 sämtliche Gebäude einschließlich der Kirche von Untergurgl und Angern durch Lawinen zerstört, sieben Bewohner kamen dabei ums Leben. Bis ins 19. Jahrhundert sorgte der regelmäßige Ausbruch des Gurgler Eissees für Verwüstungen im gesamten Gurgler Tal.

## Wirtschaft und Infrastruktur
Gurgl ist durch die Ötztalstraße (B 186) erschlossen, die hinter Untergurgl endet und von dort einerseits als Gurgler Straße (L 15) nach Obergurgl und andererseits als private Timmelsjoch-Hochalpenstraße über Hochgurgl zum Timmelsjoch weiterführt.
Landwirtschaft ist nur unter schwierigen Bedingungen möglich und reichte früher kaum, um die Bevölkerung zu ernähren. Aufgrund der Höhenlage und der kurzen Vegetationszeit ist kein Getreideanbau möglich.
Oberhalb von Gurgl weiden aufgrund alter Rechte jeden Sommer Schafe aus Südtirol, die aus dem Passeier über die Berge herübergetrieben werden. Früher verlief die Route über den Gurgler Ferner, heute über das Timmelsjoch.
Der Tourismus brachte im 20. Jahrhundert einen grundlegenden Wandel. Heute gibt es in Gurgl über 4000 Gästebetten, rund 85.000 Gäste werden jährlich beherbergt. Obergurgl und Hochgurgl verfügen über ein ausgedehntes Schigebiet mit 25 Liftanlagen und 112 Pistenkilometern.
Die Universität Innsbruck betreibt die Alpine Forschungsstelle Obergurgl, in der seit 1951 Untersuchungen zur Meteorologie, Gletscherforschung, Vegetation, sowie Höhen- und Sportmedizin durchgeführt werden. Das frühere Bundessportheim wurde zum Universitätszentrum Obergurgl umgewandelt und dient heute als Forschungs-, Tagungs- und Kongressstätte.
In Hochgurgl wurde 2016 das Top Mountain Motorcycle Museum eröffnet, das 2021 bei einem Brand fast völlig zerstört und anschließend wieder aufgebaut wurde.